# Resolutie 1900 Veiligheidsraad Verenigde Naties
Resolutie 1900 van de Veiligheidsraad van de Verenigde Naties werd unaniem door de VN-Veiligheidsraad aangenomen op 16 december 2009. De resolutie stond twee rechters van het Joegoslavië-tribunaal toe hun lopende rechtszaak voort af te werken na afloop van hun ambtstermijn op 31 december. Ook mocht het aantal ad litem-rechters van het tribunaal opnieuw tijdelijk meer bedragen dan voorzien in de statuten.

## Achtergrond
In 1980 overleed de Joegoslavische leider Tito, die decennialang de bindende kracht was geweest tussen de zes deelstaten van het land. Na zijn dood kende het nationalisme een sterke opmars en in 1991 verklaarde Bosnië en Herzegovina zich onafhankelijk. De Servische minderheid in het land kwam hiertegen in opstand en begon een burgeroorlog, waarbij ze probeerden de Bosnische volkeren te scheiden. Tijdens die oorlog vonden massamoorden plaats waarbij tienduizenden mensen omkwamen. In 1993 werd het Joegoslavië-tribunaal opgericht, dat de oorlogsmisdaden die hadden plaatsgevonden moest berechten.

## Inhoud

### Waarnemingen
De VN-Veiligheidsraad had al eerder resoluties aangenomen waarin het Joegoslavië-tribunaal werd opgeroepen te zorgen dat het haar werk in 2010 kon afronden. Dat leek nu echter niet meer haalbaar. Met resolutie 1877 had de Raad de ambtstermijnen van de rechters al verlengd tot 31 december 2009 of eerder indien hun lopende rechtszaak eerder afliep.

### Handelingen
Allereerst was de Veiligheidsraad van plan de ambtstermijnen van alle rechters tegen 30 juni 2010 te herzien en die van de beroeprechters tegen 31 december 2012.
Ondanks de afloop van hun ambtstermijnen op 31 december kregen volgende rechters toestemming om zaak-Popović af te werken, wat volgens de planning eind maart 2010 moest zijn geschied:
- Kimberly Prost
- Ole Bjørn Støle

Ook mocht het aantal ad litem-rechters, dat volgens de statuten van het tribunaal vast lag op twaalf, tot 31 maart 2010 worden opgetrokken tot dertien.

## Verwante resoluties
- Resolutie 1877 Veiligheidsraad Verenigde Naties
- Resolutie 1895 Veiligheidsraad Verenigde Naties
- Resolutie 1915 Veiligheidsraad Verenigde Naties (2010)
- Resolutie 1931 Veiligheidsraad Verenigde Naties (2010)

Lijst ·  1860 ·  1861 ·  1862 ·  1863 ·  1864 ·  1865 ·  1866 ·  1867 ·  1868 ·  1869 ·  1870 ·  1871 ·  1872 ·  1873 ·  1874 ·  1875 ·  1876 ·  1877 ·  1878 ·  1879 ·  1880 ·  1881 ·  1882 ·  1883 ·  1884 ·  1885 ·  1886 ·  1887 ·  1888 ·  1889 ·  1890 ·  1891 ·  1892 ·  1893 ·  1894 ·  1895 ·  1896 ·  1897 ·  1898 ·  1899 ·  1900 ·  1901 ·  1902 ·  1903 ·  1904 ·  1905 ·  1906 ·  1907